# White Russian

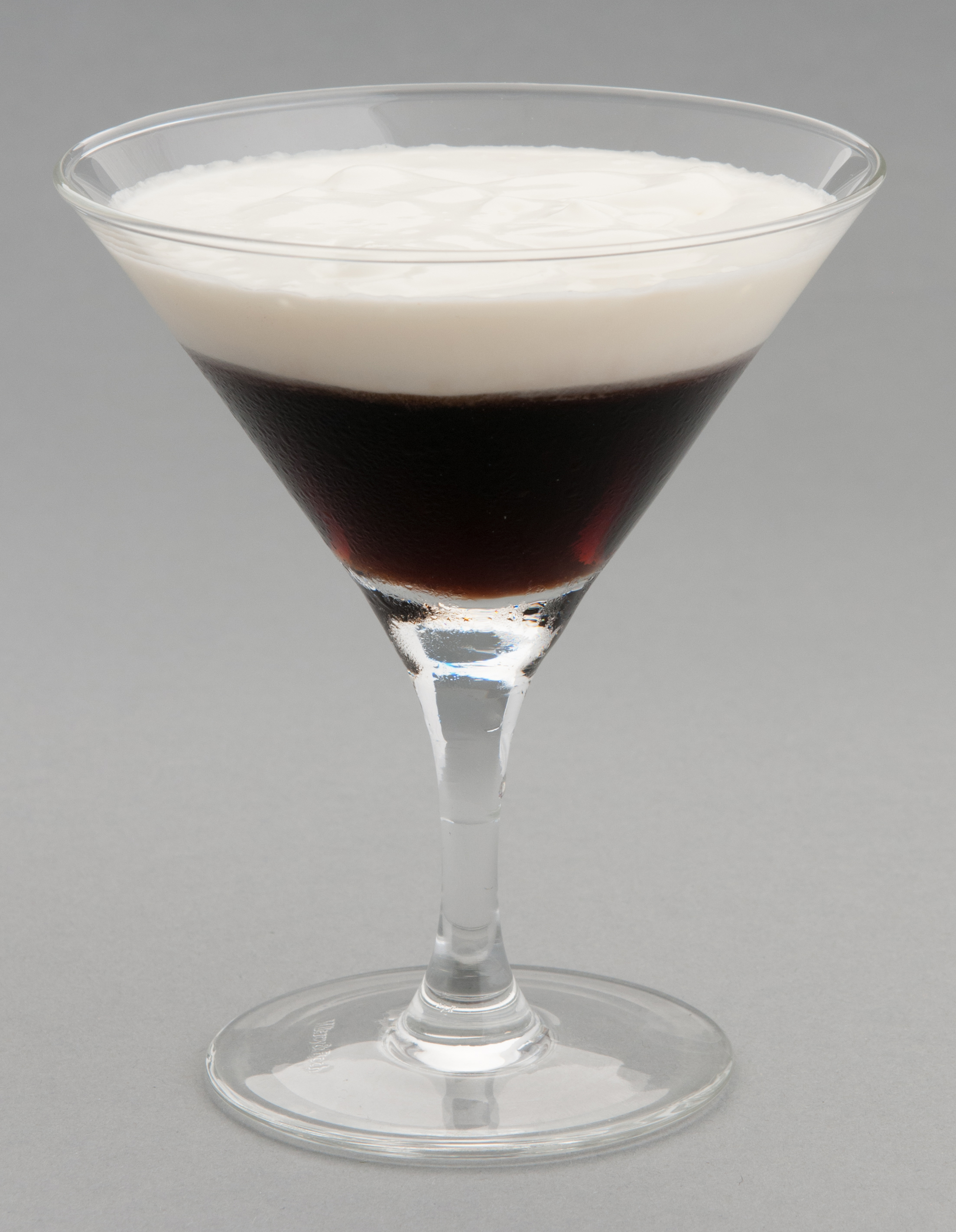
Een nog niet gemixte White Russian

Een White Russian is een cocktail die bestaat uit wodka, koffielikeur en room.

## Oorsprong
In the Savoy Cocktail book (1930) wordt een van de eerste cocktails met wodka beschreven. Omdat wodka destijds vooral een Russisch exportproduct was, kreeg de cocktail de naam Russian. Naast wodka (1/3), bevat deze cocktail gin (1/3) en crème de cacao (1/3).
Een variatie op de Russian is de Black Russian, een cocktail bestaande uit wodka en koffielikeur. Het verhaal gaat dat deze cocktail in 1946 werd gemaakt door een barman in Brussel. Het black in Black Russian is gebaseerd op de donkere kleur van de koffielikeur. Door het toevoegen van room, krijgt een Black Russian een lichte kleur en wordt het een White Russian. De naam White Russian werd in 1965 voor het eerst gedocumenteerd in een advertentie voor een koffielikeur.

## Trivia
De White Russian is het lievelingsdrankje van de hoofdpersoon in de film The Big Lebowski (1998). De populariteit van de cocktail is door deze film flink toegenomen.